# Simone Bolelli
Simone Bolelli (n. 8 de octubre de 1985 en Bolonia, Italia) es un jugador profesional de tenis italiano.

## Carrera
Comenzó a jugar tenis a los siete años en Bolonia y sus ídolos de niño fueron Stefan Edberg y Patrick Rafter. Su superficie preferida son las de pista dura y su golpe favorito la derecha.
Su ranking individual más alto logrado en el ranking mundial ATP, fue el n.º 36 el 23 de febrero de 2009. Mientras que en dobles alcanzó el puesto n.º 37 el 13 de febrero de 2012.
Hasta el momento ha obtenido 3 títulos de la categoría ATP World Tour en la modalidad de dobles y 14 de la categoría ATP Challenger Series, doce de ellos en la modalidad de individuales y los dos restantes en dobles.

### 2002 - 2006
En 2002 ganó su primer título Future haciéndose con el Italia F5 derrotando en la final a su compatriota Figliomeni.
En 2004, tanto en individuales como en dobles ganó los títulos de los futures Italia F8 y F15, y perdió la final del Challenger de Brasov.
En 2006 Simone Bolelli recibió una wildcard para disputar el Masters de Roma. Perdió en tres sets ante el n.º 39 del mundo Fernando Verdasco. Ganó su primer título challenger en Como y otro de dobles en Recanati junto a Davide Sanguinetti.

### 2007
En la fase de clasificación para el Abierto de Australia 2007, Bolelli fue el cabeza de serie n.º 15, pero perdió en la segunda ronda. Bolelli perdió ante Fabrice Santoro en el Challenger de Bérgamo, y en el Masters de Miami derrotó al cabeza de serie n.º 22 Dmitri Tursúnov antes de perder ante el español David Ferrer. Ganó un partido y perdió otro de los que disputó por la Copa Davis ante Israel perdiendo ante Noam Okun, pero derrotando a Dudi Sela. Perdió la final del Challenger de Casablanca ante Marin Čilić. Debutó en un torneo Grand Slam en el Torneo de Roland Garros 2007, derrotando en primera ronda a Martin Verkerk y perdiendo luego ante Guillermo Cañas. Posteriormente derrotó a Guillermo García-López en el Campeonato de Wimbledon 2007 antes de caer derrotado ante el australiano Lleyton Hewitt.

### 2009
Bolelli representó a Italia junto con Flavia Pennetta en la Copa Hopman. Ganó dos de tres partidos, perdiendo ante el ex n.º 1 del mundo, Marat Safin. Derrotó a Gilles Simon en tres sets, siendo esta su primera victoria ante un top 10. 
En el Abierto de Australia Bolelli venció a Kristof Vliegen en tres apretados sets en la primera ronda. En la segunda ronda perdió ante el cabeza de serie 23 Mardy Fish.

## Torneos de Grand Slam

### Dobles

#### Campeón (1)
| Año  | Torneo               | Pareja        | Oponentes en la final               | Resultado |
| 2015 | Abierto de Australia | Fabio Fognini | Pierre-Hugues Herbert Nicolas Mahut | 6-4, 6-4  |

#### Finalista (3)
| Año  | Campeonato           | Pareja           | Oponentes en la final         | Resultado en final   |
| 2024 | Abierto de Australia | Andrea Vavassori | Rohan Bopanna Matthew Ebden   | 6-7(0), 5-7          |
| 2024 | Roland Garros        | Andrea Vavassori | Marcelo Arévalo Mate Pavić    | 5-7, 3-6             |
| 2025 | Abierto de Australia | Andrea Vavassori | Harri Heliövaara Henry Patten | 7-6(16), 6-7(5), 3-6 |

## Títulos ATP (18; 0+18)

### Indivudal (0)
| Leyenda                         |
| ------------------------------- |
| Grand Slam (0)                  |
| ATP World Tour Finals (0)       |
| ATP World Tour Masters 1000 (0) |
| ATP World Tour 500 (0)          |
| ATP World Tour 250 (0)          |

#### Finalista (1)
| N.º | Fecha             | Torneo | Superficie    | Oponente en la final | Resultado           |
| --- | ----------------- | ------ | ------------- | -------------------- | ------------------- |
| 1.  | 4 de mayo de 2008 | Múnich | Tierra batida | Fernando González    | 6-7(4), 7-6(4), 3-6 |

### Dobles (18)
| Leyenda                         |
| ------------------------------- |
| Grand Slam (1)                  |
| ATP World Tour Finals (0)       |
| ATP World Tour Masters 1000 (0) |
| ATP World Tour 500 (7)          |
| ATP World Tour 250 (10)         |

| N.º | Fecha                 | Torneo               | Superficie    | Pareja           | Oponentes en la final               | Resultado           |
| --- | --------------------- | -------------------- | ------------- | ---------------- | ----------------------------------- | ------------------- |
| 1.  | 1 de mayo de 2011     | Múnich               | Tierra batida | Horacio Zeballos | Andreas Beck Christopher Kas        | 7-6(3), 6-4         |
| 2.  | 30 de julio de 2011   | Umag                 | Tierra batida | Fabio Fognini    | Marin Čilić Lovro Zovko             | 6-3, 5-7, [10-7]    |
| 3.  | 24 de febrero de 2013 | Buenos Aires         | Tierra batida | Fabio Fognini    | Nicholas Monroe Simon Stadler       | 6-3, 6-2            |
| 4.  | 31 de enero de 2015   | Abierto de Australia | Dura          | Fabio Fognini    | Pierre-Hugues Herbert Nicolas Mahut | 6-4, 6-4            |
| 5.  | 27 de febrero de 2016 | Dubái                | Dura          | Andreas Seppi    | Feliciano López Marc López          | 6-2, 3-6, [14-12]   |
| 6.  | 14 de marzo de 2021   | Santiago             | Tierra batida | Máximo González  | Federico Delbonis Jaume Munar       | 7-6(4), 6-4         |
| 7.  | 29 de mayo de 2021    | Parma                | Tierra batida | Máximo González  | Oliver Marach Aisam-ul-Haq Qureshi  | 6-3, 6-3            |
| 8.  | 26 de junio de 2021   | Mallorca             | Hierba        | Máximo González  | Novak Djokovic Carlos Gómez Herrera | w/o                 |
| 9.  | 20 de febrero de 2022 | Río de Janeiro       | Tierra batida | Fabio Fognini    | Jamie Murray Bruno Soares           | 7-5, 6-7(2), [10-6] |
| 10. | 30 de julio de 2022   | Umag                 | Tierra batida | Fabio Fognini    | Lloyd Glasspool Harri Heliövaara    | 5-7, 7-6(6), [10-7] |
| 11. | 19 de febrero de 2023 | Buenos Aires         | Tierra batida | Fabio Fognini    | Nicolás Barrientos Ariel Behar      | 6-2, 6-4            |
| 12. | 18 de febrero de 2024 | Buenos Aires         | Tierra batida | Andrea Vavassori | Marcel Granollers Horacio Zeballos  | 6-2, 7-6(6)         |
| 13. | 23 de junio de 2024   | Halle                | Hierba        | Andrea Vavassori | Kevin Krawietz Tim Puetz            | 7-6(3), 7-6(5)      |
| 14. | 2 de octubre de 2024  | Pekín                | Dura          | Andrea Vavassori | Harri Heliövaara Henry Patten       | 4-6, 6-3, [10-5]    |
| 15. | 11 de enero de 2025   | Adelaida             | Dura          | Andrea Vavassori | Kevin Krawietz Tim Puetz            | 4-6, 7-6(4), [11-9] |
| 16. | 9 de febrero de 2025  | Róterdam             | Dura (i)      | Andrea Vavassori | Sander Gillé Jan Zieliński          | 6-2, 4-6, [10-6]    |
| 17. | 24 de mayo de 2025    | Hamburgo             | Tierra batida | Andrea Vavassori | Andrés Molteni Fernando Romboli     | 6-4, 6-0            |
| 18. | 27 de agosto de 2025  | Washington           | Dura          | Andrea Vavassori | Hugo Nys Édouard Roger-Vasselin     | 6-3, 6-4            |

#### Finalista (18)
| N.º | Fecha                    | Torneo               | Superficie    | Pareja            | Oponentes en la final              | Resultado            |
| --- | ------------------------ | -------------------- | ------------- | ----------------- | ---------------------------------- | -------------------- |
| 1.  | 20 de octubre de 2012    | Moscú                | Dura (i)      | Daniele Bracciali | František Čermák Michal Mertiňák   | 5-7, 3-6             |
| 2.  | 2 de marzo de 2013       | Acapulco             | Tierra batida | Fabio Fognini     | Łukasz Kubot David Marrero         | 5-7, 2-6             |
| 3.  | 21 de marzo de 2015      | Indian Wells         | Dura          | Fabio Fognini     | Vasek Pospisil Jack Sock           | 4-6, 7-6(3), [7-10]  |
| 4.  | 19 de abril de 2015      | Montecarlo           | Tierra batida | Fabio Fognini     | Bob Bryan Mike Bryan               | 6-7(3), 1-6          |
| 5.  | 18 de octubre de 2015    | Shanghái             | Dura          | Fabio Fognini     | Raven Klaasen Marcelo Melo         | 3-6, 3-6             |
| 6.  | 22 de julio de 2018      | Bastad               | Tierra batida | Fabio Fognini     | Julio Peralta Horacio Zeballos     | 3-6, 4-6             |
| 7.  | 22 de septiembre de 2019 | San Petersburgo      | Dura (i)      | Matteo Berrettini | Igor Zelenay Divij Sharan          | 3-6, 6-3, [8-10]     |
| 8.  | 19 de octubre de 2019    | Moscú                | Dura (i)      | Andrés Molteni    | Marcelo Demoliner Matwé Middelkoop | 1-6, 2-6             |
| 9.  | 10 de abril de 2021      | Cagliari             | Tierra batida | Andrés Molteni    | Lorenzo Sonego Andrea Vavassori    | 3-6, 4-6             |
| 10. | 22 de mayo de 2021       | Ginebra              | Tierra batida | Máximo González   | John Peers Michael Venus           | 2-6, 5-7             |
| 11. | 15 de enero de 2022      | Sídney               | Dura          | Fabio Fognini     | John Peers Filip Polášek           | 5-7, 5-7             |
| 12. | 17 de julio de 2022      | Bastad               | Tierra batida | Fabio Fognini     | Rafael Matos David Vega Hernández  | 4-6, 6-3, [11-13]    |
| 13. | 25 de junio de 2023      | Halle                | Hierba        | Andrea Vavassori  | Marcelo Melo John Peers            | 6-7(3), 6-3, [6-10]  |
| 14. | 29 de julio de 2023      | Umag                 | Tierra batida | Andrea Vavassori  | Blaž Rola Nino Serdarušić          | 6-4, 6-7(2), [13-15] |
| 15. | 27 de enero de 2024      | Abierto de Australia | Dura          | Andrea Vavassori  | Rohan Bopanna Matthew Ebden        | 6-7(0), 5-7          |
| 16. | 8 de junio de 2024       | Roland Garros        | Tierra batida | Andrea Vavassori  | Marcelo Arévalo Mate Pavić         | 5-7, 3-6             |
| 17. | 25 de enero de 2025      | Abierto de Australia | Dura          | Andrea Vavassori  | Harri Heliövaara Henry Patten      | 7-6(16), 6-7(5), 3-6 |
| 18. | 22 de junio de 2025      | Halle                | Hierba        | Andrea Vavassori  | Kevin Krawietz Tim Puetz           | 3-6, 6-7(4)          |

## ATP Challenger Tour

### Individuales
| N.º | Fecha      | Torneo                      | Superficie    | Oponente en la final | Resultado      |
| --- | ---------- | --------------------------- | ------------- | -------------------- | -------------- |
| 1.  | 03.07.2006 | Challenger de Biella        | Tierra batida | Ivo Minář            | 7-5 3-6 7-6(7) |
| 2.  | 28.08.2006 | Challenger de Recanati      | Dura          | Federico Luzzi       | 4-6 6-3 6-2    |
| 3.  | 30.04.2007 | Challenger de Túnez         | Tierra batida | Andrei Pavel         | 4-6 7-6(4) 6-2 |
| 4.  | 05.11.2007 | Challenger de Bratislava    | Dura          | Alejandro Falla      | 4-6 7-6(7) 6-1 |
| 5.  | 28.06.2010 | Challenger de Turín         | Tierra batida | Potito Starace       | 7-6 (7), 6-2   |
| 6.  | 02.05.2011 | Challenger de Roma          | Tierra batida | Eduardo Schwank      | 2–6, 6–1, 6–3  |
| 7.  | 03.03.2012 | Challenger de Florianópolis | Tierra batida | Blaž Kavčič          | 6–4, 6–3       |
| 8.  | 22.07.2012 | Challenger de Recanati      | Dura          | Fabrice Martin       | 6–3, 6–2       |
| 9.  | 16.02.2014 | Challenger de Bérgamo       | Dura (i)      | Jan-Lennard Struff   | 7-66, 6-4      |
| 10. | 27.04.2014 | Challenger de Vercelli      | Tierra batida | Mate Delić           | 6-2, 6-2       |
| 11. | 04.05.2014 | Challenger de Túnez         | Tierra batida | Julian Reister       | 6-4, 6-2       |
| 12. | 27.07.2014 | Challenger de Oberstaufen   | Tierra batida | Michael Berrer       | 6-4, 7-62      |

### Dobles
| N.º | Fecha      | Torneo                 | Superficie | Pareja             | Oponentes en la final              | Resultado        |
| --- | ---------- | ---------------------- | ---------- | ------------------ | ---------------------------------- | ---------------- |
| 1.  | 24.07.2006 | Challenger de Recanati | Dura       | Davide Sanguinetti | Sebastian Rieschick Viktor Troicki | 6-1, 3-6, [10-4] |
| 2.  | 04.02.2008 | Challenger de Bérgamo  | Dura (i)   | Andreas Seppi      | James Cerretani Igor Zelenay       | 6-3, 6-0         |